# إليزابيث نيل
إليزابيث نيل (بالإنجليزية: Elizabeth Neel)‏ هي فنانة ورسامة أمريكية، ولدت في 1975.